# Пятничная мечеть в Натанзе
Пятничная мечеть в Натанзе (перс. مسجد جامع نطنز — Масджед-е Джаме-йе Натанз) — мечеть в историческом центре иранского города Натанза, расположенного примерно в 70 км к юго-востоку от крупного города Кашан в остане Исфахан. Она построена в начале XIV века по приказу визиря Зайн-уд-Дина Мастари, который служил ильханидскому правителю Олджейту-хану (правил в 1304—1316 годах). Пятничная мечеть является составной частью знаменитого городского архитектурного комплекса, который включает в себя, в том числе, гробницу шейха Абдуллы Самада с текке и большим минаретом. Вместе с Султанией и Вераминской пятничной мечетью архитектурный комплекс в Натанзе представляет собой один из старейших архитектурных памятников эпохи монгольского правления, а также — характерный пример стиля азери персидской архитектуры.

## Экстерьер
Самая старая часть мечети — это купол на восьмиугольной базе, имеющей четыре окна. Эта часть построена в 999 году, во время правления династии Буидов. Это самостоятельное восьмиугольное сооружение, типичное для рейского архитектурного стиля. К нему с 1304 до 1305 года Ильханиды добавили двор с обходным пространством. Новая мечеть первоначально имела три входа, из которых сегодня действует только южный вход. К нему можно добраться с помощью двенадцати ступеней, находящихся под порталами; ступени сделаны из кирпича и гипсового раствора. Ступени ведут к опущенному коридору, а это пространство разделяет здание мечети от гробницы шейха Абдуллы Самада на западной стороне. Гробница имеет десять углов и построена так, что кажется частью мечети. К главному коридору примыкают четыре второстепенных; один ведет к старому помещению под куполом, а остальные — к внутреннему двору. Пространство двора разделено на два этажа, а самое большое из них — молитвенное помещение на юго-восточной стороне. Крыша над ними и над главным коридором состоит из ряда сегментных куполов. Напротив южного входа находится огромный 700-летний платан, со стволом толщиною 5,5 м, а к западу от мечети и относящегося к ней комплекса — большой парк. Одной из красивейших частей мечети можно назвать минарет, который построен 720 лет назад, но до сих пор держится весьма прочно и привлекает к себе большое внимание своими узорами и изразцами, а особенно — надписями бирюзового цвета. Высота данного минарета достигает 37,2 м, наружная окружность — 12,8 м, на вершину ведут 118 ступенек, расположенных по спирали.

## Интерьер
Основные строительные материалы, использовавшиеся при постройке сооружения — обожженный кирпич и белый гипс. По сравнению с другими иранскими мечетями или соседней гробницей шейха Абдуллы Самада, пятничная мечеть в городе Натанз достаточно слабо декорирована. Экстерьер ее не содержит никаких украшений, за существенным исключением в виде входного портала с боковыми нишами и красною полосой около входа. По середине горизонтально расположена каллиграфическая надпись с глазурованною голубою терракотой на желтом фоне, что типично для иранского искусства в период Ильханидов. Надпись эта содержит дату постройки — 683 год хиджры, т. е. 1304/05 г., а также имя заказчика — Зейн-уд-Дин Мастари. Деревянная двустворчатая дверь украшена тремя изразцами с узорами в виде цветов и каллиграфическими надписями по краям, однако ее нижняя часть сегодня далеко не в идеальном состоянии. Интерьер купола, которому около 1 тыс. лет, также не сохранился, за исключением остатков горизонтальной каллиграфической надписи, которая разделяет восьмиугольную основу с нишами от полукруглой структуры. Одна из таких надписей указывает, что данный купол поставлен в 998/999 гг. хиджры, т. е.  во время правления династии Буидов. В этом древнем молитвенном помещении хранятся и два деревянных минбара, которым уже по несколько сот лет. Ещё один важный реликт древней эпохи находится около бывшего северного входа — на дверях вырезана надпись: 1563 г. как год изготовления и 1603 г. как год встраивания, что говорит о том, что здание было отремонтировано во время правления Сефевидов. Что касается внешнего вида айванов, резкие контрасты можно заметить не только в их оформлении, но и во внутреннем украшении: в то время как северный и южный остроконечный айваны содержат гипсовую укладку, два свода с изразцами и каллиграфические надписи со стихами Корана, восточные и западные, имеющие цилиндрическую форму айваны не содержат никаких украшений. Одна из особенностей ильханидских строений заключается в том, что при их пострйоке иногда специально оставляли ничем не облицованные части стены, чтобы показать их скульптурные ценности. В северном айване почерком сольс белого цвета на синем фоне написаны аяты 9 и 10 из суры «Джума», а также аят 114 из суры «Худ».